# Andreas Gidlund
Johan Andreas Gidlund, född 31 oktober 1976 i Umeå, är en svensk jazzmusiker och kompositör.
Andreas Gidlund, som spelar saxofon, debuterade 2003 med albumet Mandraki Beach med Andreas Gidlund Kvartett. Debuten blev uppmärksammad och etablerade gruppen på den svenska jazzscenen. Andreas Gidlund Kvartett har gett ut Mandraki Beach (2003), The Happiest Man Alive (2005), Press Play Please (2007) och Made In Göteborg (2010). Gidlund är utbildad på Fridhems folkhögskola (1997-1999) och Musikhögskolan i Göteborg (1999-2002). Han bodde och verkade i Göteborg fram till 2008, då han flyttade till Stockholm.